# Àcid tel·lúric
L'àcid tel·lúric és el compost químic amb la fórmula Te(OH)₆. És un sòlid blanc constituït per molècules de Te(OH)₆ que persisteixen en solució aquosa. Hi ha dues formes, rombohèdrica i monoclínica, i les dues contenen molècules octahèdriques de Te(OH)₆.
L'àcid tel·lúric és un àcid feble que formen sals tel·lurades amb les bases fortes i sals tel·lurades hidrogenades amb bases més febles.

## Preparació
L'àcid tel·luric es forma per oxidació de tel·luri o del diòxid de tel·luri amb un potent agent oxidant com el peròxid d'hidrogen, triòxid de crom o peròxid de sodi.
TeO₂ + H₂O₂ + 2H₂O → Te(OH)₆
La cristal·lització de les solucions d'àcid tel·lúric per sota de 10 °C dona Te(OH)₆.4H₂O.
És oxidant però ho és relativament lent,
H₆TeO₆ + 2H+ + 2e− ⇌ TeO₂ + 4H₂O Eo = +1.02 V

## Propietats i reaccions
L'àcid anhidre és estable en l'aire a 100 °C però per sota es deshidrata per a formar àcid polimetatel·lúric (H₂TeO₄)10), i àcid al·lotel·lúric (de composició aproximada (H₂TeO₄)₃(H₂O)₄).

L'àcid tel·lúric i les seves sals principalment contenen tel·luri hexacoordinat.

## Altres formes d'àcid tel·lúric
L'àcid metatel·lúric, H₂TeO₄, l'anàleg de tel·luri amb l'àcid sulfúric, H₂SO₄, és desconegut.